# Řád devíti drahokamů
Řád devíti drahokamů celým názvem Starověký a příznivý řád devíti drahokamů (thajsky: เครื่องราชอิสริยาภรณ์อันเป็นโบราณมงคลนพรัตนราชวราภรณ์) je thajské státní vyznamenání. Založen byl Rámou IV. v roce 1851.

## Historie a pravidla udílení
Zvyk nosit na počest královy přízně řetěz kolem pasu se datuje ještě před vznik řádu. Tento řetěz byl osazen diamantem, rubínem, smaragdem, topazem, granátem, safírem, perlou, rubínem a chryzoberylem. Těchto devět kamenů (z mineralogického hlediska nejsou všechno drahokamy) inspirovalo siamského krále Mongkuta (Rámu IV.) k založení nového řádu. Stalo se tak roku 1851. Zpočátku se udílel pouze řetěz a řádová hvězda, ke kterým král Ráma V. přidal šerpu, řádový odznak a prsten.
Udílen je členům thajské královské rodiny a zasloužilým vysoce postaveným státním úředníkům za jejich službu království. V praxi se tak jedná o nejvyšší thajský řád, který může být udělen občanům Thajska, ostatní dva vyšší řády jsou udíleny výhradně zahraničním hlavám států. Podmínkou udělení řádu je buddhistické vyznání. Jedinou výjimkou bylo udělení řádu francouzskému císaři Napoleonovi III. roku 1864. Držitelé řádu mohou za svým jménem užívat postnominální písmena น.ร.
Status řádu vychází z modelu evropských rytířských a záslužných řádů. Pojmenován byl podle thajské verze původně hindského královského amuletu známého pod názvem navaratna. Původní amulet se skládal ze zlatého prstenu nesoucím devět drahokamů, který byl udílen thajským generálům po důležitém vojenském vítězství a je také součástí královských insignií, která dostává thajský král během korunovace.
 Devět drahokamů, ze kterých se se amulet skládá jsou diamant, který dodává svému nositeli sílu, bohatství a úspěch nad svými nepřáteli, rubín přináší úspěch a dlouhověkost, smaragd sílu a bezpečí, žlutý safír půvab a lásku, granát zdraví a dlouhověkost, modrý safír lásku a bohatství, perla/měsíční kámen čistotu, štěstí a úspěch nad nepřáteli, zirkon/topaz bohatství a úspěch v právních záležitostech a chryzoberyl chrání duši.

## Insignie
Stuha je žlutá se zeleným lemováním obou okrajů. Zelené pruhy jsou od žluté odděleny dvěma úzkými pruhy v barvě červené a modré. Řádový odznak se nosí na široké stuze spadající z pravého ramene na protilehlý bok. Dámy mohou odznak nosit na hedvábné stuze uvázané do mašle nalevo na rameni. Řádová hvězda se nosí nalevo na hrudi. Zlatý prsten patří k insigniím udíleným pouze mužům, kteří jej nosí na pravém ukazováčku. K insigniím velmistra patří i zlatý řetěz a velmistrova hvězda je navíc zdobena diamanty.
Řádový odznak má podobu velkého broušeného diamantu, který obklopuje dvanáct menších diamantů. Kolem této kompozice jsou další drahokamy, leštěný topaz, granát, safír, měsíční kámen, zirkon, chrysoberyl, rubín a smaragd. Každý z nich je obklopen malými diamanty. V horní části je zlatá, diamanty zdobená královská koruna se slunečními paprsky.
Řádová hvězda je stříbrná osmicípá s kosočtvercovým půdorysem, na níž je položena zlatá deska. Uprostřed desky je velký diamant obklopený dvanácti menšími diamanty. Kolem jsou drahokamy shodné s řádovým odznakem a navíc je mezi nimi malý diamant.
Zlatý prsten je po obvodu zdoben devíti drahými kameny.